# Puchar Polski w piłce nożnej kobiet (2019/2020)
Puchar Polski w piłce nożnej kobiet 2019/2020 – 36. edycja rozgrywek o piłkarski Puchar Polski kobiet, zorganizowana przez Polski Związek Piłki Nożnej na przełomie 2019 i 2020 roku. Trofeum zdobył Górnik Łęczna, pokonując 1:0 w meczu finałowym na Stadionie Polonii w Warszawie Czarnych Sosnowiec.

## Wyniki

### I runda
| 15 października 2019 15.00 CET | Praga II Warszawa · Aleksandra Marcinkowska 43' · Marta Krukowska 92' | 2:2 (k. 9:10)1:1, 1:1 | MUKS Tomaszów Mazowiecki · Daria Grabowska 4', 94' |  |
|                                |                                                                       |                       |                                                    |  |

| 15 października 2019 15.30 CET | Mustang Wielgie | 0:30:2 | KTS-K Luzino · Oliwia Falk 42' · Karolina Drewa 44' · Ewelina Barra 76' |  |
|                                |                 |        |                                                                         |  |

| 15 października 2019 16.00 CET | Plon Błotnica Strzelecka | 0:20:1 | Skra Częstochowa · Natalia Liczko 6', 48' |  |
|                                |                          |        |                                           |  |

| 15 października 2019 16.00 CET | Włókniarz Białystok · Aleksandra Bieryło 41' · Anastasija Puczok 63', 71' · Julia Borowska 79' | 0:3 wo.1:1 | Ekosport Białystok · Weronika Lickiewicz 35' · Julita Felczuk 90' |  |
|                                |                                                                                                |            |                                                                   |  |

1. ↑  na boisku 4:2

| 15 października 2019 16.30 CET | Naprzód Sobolów · Katarzyna Nowak 66', 82' · Joanna Chlebda 76' | 3:20:1 | Starówka Nowy Sącz · Dominika Kulpa 10', 89' |  |
|                                |                                                                 |        |                                              |  |

| 16 października 2019 11.00 CET | Stomilanki II Olsztyn | 0:60:2 | Loczki Wyszków · Paulina Pokraśniewicz 10', 34', 81' · Natalia Markowska 69' · Patrycja Ciechanowska 80' (sam.) · Julia Prusik 83' |  |
|                                |                       |        | |  |

| 16 października 2019 13.30 CET | UKS SMS III Łódź · ? | 0:3 wo. | Stomil Olsztyn |  |
|                                |                      |         |                |  |

1. ↑  na boisku 1:0

| 16 października 2019 14.00 CET | Marcus Gdynia · Klaudia Kamińska 5', 19' · Daria Potrykus 6', 22', 32', 37' · Katarzyna Małek 40' · Angelika Bużan 41', 44', 87' · Sandra Gonciarz 59', 85' · Monika Pielowska 73', 89' | 14:09:0 | Błękitni Stargard |  |
|                                | |         |                   |  |

| 16 października 2019 15.00 CET | PTC Pabianice · Andżelika Błoch 31' | 1:21:1 | Tygrys Huta Mińska · Wiktoria Rokicka 9' · Paulina Zatorska 47' |  |
|                                |                                     |        |                                                                 |  |

| 16 października 2019 15.30 CET | Forty Piątnica | 0:1 | Zamłynie Radom · Klaudia Żabicka 38' |  |
|                                |                |     |                                      |  |

| 16 października 2019 15.30 CET | KA 4 resPect Krobia · Dobrosława Skorupska 20', 87' · Zofia Łagoda 70', 81' | 4:01:0 | Spójnia Białe Błota |  |
|                                |                                                                             |        |                     |  |

| 16 października 2019 15.30 CET | KKP Chełmża · Zuzanna Madzińska 85' | 1:50:1 | WAP Włocławek · Joanna Bonewicz 31' (sam.) · Oliwia Frontczak 53', 75' · Marta Filipowicz 65', 89' |  |
|                                |                                     |        | |  |

| 16 października 2019 15.30 CET | Promień Żary | 0:50:2 | AZS II Wrocław · Wiktoria Zagajewska 3', 76' · Alicja Galicka 19' · Julia Kwocz 61' · Weronika Konarska 73' |  |
|                                |              |        | |  |

| 16 października 2019 15.30 CET | ROW II Rybnik · Natalia Sokół 43' · Dominika Głowacka 56', 85' · Luiza Kozielska 67' · Liwia Garcarczyk 83' · Anna Sroka 84' | 6:11:1 | ZTKKF Stilon Gorzów Wielkopolski · Paula Michalska 12' |  |
|                                | |        |                                                        |  |

| 16 października 2019 15.30 CET | Ślęza Wrocław · Zuzanna Dobies 4' · Karina Kruk 36' · Joanna Mielniczuk 74' | 3:02:0 | Plon II Błotnica Strzelecka |  |
|                                |                                                                             |        |                             |  |

| 16 października 2019 15.30 CET | Potok Sitno | 0:70:2 | KSP Kielce · Natalia Sudomirska 35', 41' · Karolina Zyguła 53' · Wiktoria Skibowska 56', 83' · Julia Puchała 65' · Małgorzata Niedźwiecka 84' |  |
|                                |             |        | |  |

| 16 października 2019 16.00 CET | Gwiazda Toruń | 0:30:2 | Pogoń Tczew · Magdalena Sobal 6' · Daria Gul 39' (sam.) · Laura Krupienko 89' |  |
|                                |               |        |                                                                               |  |

| 16 października 2019 17.30 CET | Górnik II Łęczna · Nikola Dębińska 18' · Aleksandra Kurzelowska 39' · Kamila Osajkowska 56', 65' · Weronika Kłoda 58', 63' · Milena Kazanowska 72' · Aleksandra Folga 77' · Marcelina Ochnik 89' | 9:02:0 | Hetmanki Włoszczowa |  |
|                                | |        |                     |  |

| 16 października 2019 18.00 CET | Pogoń Zduńska Wola · Anna Bergier 89', 116' · Patrycja Okoń 118' | 3:2 dogr.1:1, 1:1 | KU-AZS UW Warszawa · Julita Sterbicka 49', 95' |  |
|                                |                                                                  |                   |                                                |  |

| 16 października 2019 18.00 CET | KSZO Ostrowiec Świętokrzyski | 0:80:3 | Podgórze Kraków · Anna Maciaś 2' · Marlena Brzeszczyńska 28' · Weronika Walęciak 31' (sam.) · Aleksandra Chmura 64', 90' · Urszula Cop 65', 75' · Daria Kokoszka 85' |  |
|                                |                              |        | |  |

| 16 października 2019 18.30 CET | Rolnik II Biedrzychowice · Aleksandra Dubiel 14', 51' · Magdalena Kościelniak 16' · Ewa Duda 29', 33' · Natalia Adamczyk 39' · Kinga Ejzel 56', 86' · Nicol Wojtas 62' · Wiktoria Aumiiller 71', 79' · Dagmara Wieczorek 85' | 0:3 wo.5:1 | Ziemia Lubińska Czerniec · Kinga Koronkiewicz 37' |  |
|                                | |            |                                                   |  |

1. ↑  na boisku 12:1

| 16 października 2019 19.00 CET | Ostrovia 1909 Ostrów Wielkopolski · Marta Durska 14' · Małgorzata Knuła 63' · Weronika Kowalska 65' · Wioletta Drygas 89' | 4:01:0 | Górnicza Konin |  |
|                                | |        |                |  |

| 16 października 2019 19.00 CET | Bielawianka Bielawa · Karolina Tylak 42', 59', 62' · Zuzanna Walczak 54', 68', 86' | 6:11:0 | Akademia Orlik Jelenia Góra · Klaudia Chrabąszcz 79' |  |
|                                |                                                                                    |        |                                                      |  |

| 16 października 2019 19.00 CET | Widok Lublin · Wiktoria Dymowska 9', 85' · Natalia Pielecha 58' | 3:11:0 | Unia Lublin · Weronika Mazur 73' |  |
|                                |                                                                 |        |                                  |  |

| 16 października 2019 20.00 CET | Unia Opole · Karolina Sobotkiewicz 65' | 1:00:0 | KKS Zabrze |  |
|                                |                                        |        |            |  |

|  | Olimpia II Szczecin | 3:0 wo. | GSS Grodzisk Wielkopolski |  |
|  |                     |         |                           |  |

|  | Warta Gorzów Wielkopolski | 3:0 wo. | Jaskółki Chorzów |  |
|  |                           |         |                  |  |

|  | Resovia II Rzeszów | 3:0 wo. | Iskra Brzezinka |  |
|  |                    |         |                 |  |

|  | Trójka Staszkówka/Jelna | 3:0 wo. | Izolator Boguchwała |  |
|  |                         |         |                     |  |

### II runda
| 29 października 2019 17.30 CET | AZS II Wrocław · Julia Siepietowska 27' · Julia Kwocz 64' · Justyna Chudzik 89' | 3:01:0 | Ziemia Lubińska Czerniec |  |
|                                |                                                                                 |        |                          |  |

| 29 października 2019 17.30 CET | Podgórze Kraków · Monika Markiewicz 24' · Marlena Brzeszczyńska 48' | 2:31:1 | Naprzód Sobolów · Izabela Czapeczka 6' · Joanna Chlebda 55' · Sylwia Waligóra 72' |  |
|                                |                                                                     |        |                                                                                   |  |

| 30 października 2019 11.00 CET | Marcus Gdynia · Małgorzata Grala 15' | 1:3 dogr.1:0, 1:1 | WAP Włocławek · Daria Jóźwiak 90' · Sandra Bukowska 113' · Oliwia Frontczak 119' |  |
|                                |                                      |                   |                                                                                  |  |

| 30 października 2019 11.00 CET | Olimpia II Szczecin | 0:80:2 | Pogoń Tczew · Magdalena Sobal 15', 58', 67', 90' · Viktoria Osowska 23', 50' · Aleksandra Rajek 68' · Łucja Tabor 83' |  |
|                                |                     |        | |  |

| 30 października 2019 11.00 CET | Resovia II · Kinga Pawłowska 88' | 1:20:1 | Trójka Staszkówka/Jelna · Paulina Sokulska 39' · Julia Fryczek 86' |  |
|                                |                                  |        |                                                                    |  |

| 30 października 2019 12.00 CET | Warta Gorzów Wielkopolski | 0:50:2 | Bielawianka Bielawa · Zuzanna Walczak 20', 74' · Karolina Tylak 23' · Julia Furmankiewicz 55', 71' |  |
|                                |                           |        | |  |

| 30 października 2019 13.30 CET | KSP Kielce · Małgorzata Potocka 7' · Magdalena Lisowska 58', 80' | 3:11:1 | Widok Lublin · Natalia Pielecha 17' |  |
|                                |                                                                  |        |                                     |  |

| 30 października 2019 13.30 CET | Zamłynie Radom · Wioletta Tkaczyk 8', 66' · Milena Połosa 51' | 3:11:0 | Ekosport Białystok · Anita Kulesza 60' |  |
|                                |                                                               |        |                                        |  |

| 30 października 2019 14.15 CET | Stomil Olsztyn · Daria Waszczuk 56', 73', 78' | 3:00:0 | Tygrys Huta Mińska |  |
|                                |                                               |        |                    |  |

| 30 października 2019 15.00 CET | Victoria Sianów · Agnieszka Pencherkiewicz 45' | 1:21:1 | Ostrovia 1909 Ostrów Wielkopolski · Maria Gościniak 18', 90' |  |
|                                |                                                |        |                                                              |  |

| 30 października 2019 15.00 CET | Górnik II Łęczna | 0:30:2 | Prądniczanka Kraków · Natalia Malota 9' · Wiktoria Porosło 44' · Magdalena Howińska 80' |  |
|                                |                  |        |                                                                                         |  |

| 30 października 2019 15.30 CET | KA 4 resPect Krobia · Julia Sierpowska 18' · Wiktoria Gil 29' · Klaudia Grońska 44', 68' · Dobrosława Skorupska 55' | 5:13:1 | GTS-K Luzino · Oliwia Falk 9' |  |
|                                | |        |                               |  |

| 30 października 2019 18.00 CET | Loczki Wyszków | 0:2 | Pogoń Zduńska Wola · Justyna Kubik 14' · Patrycja Okoń 34' |  |
|                                |                |     |                                                            |  |

| 30 października 2019 18.00 CET | ROW II Rybnik · Liwia Garcarczyk 67' | 1:20:0 | Ślęza Wrocław · Patrycja Piotrowska 46' · Olga Sokołowska 80' |  |
|                                |                                      |        |                                                               |  |

| 30 października 2019 20.00 CET | Unia Opole · Natalia Liczko 75', 78' | 0:20:0 | Skra Częstochowa |  |
|                                |                                      |        |                  |  |

| 3 listopada 2019 13.00 CET | MUKS Tomaszów Mazowiecki · Marta Kołacha 18' · Kinga Szczepkowska 28' · Joanna Sieczkarek 45' · Aleksandra Wójciak 63' | 4:03:0 | Akademia 2012 Suwałki |  |
|                            | |        |                       |  |

### III runda
| 8 listopada 2019 12.00 CET | KA 4 resPect Krobia · Dobrosława Skorupska 33', 44' · Klaudia Grońska 72' | 3:22:1 | APLG Gdańsk · Klaudia Słowińska 45' · Marta Stasiulewicz 50' |  |
|                            |                                                                           |        |                                                              |  |

| 12 listopada 2019 18.00 CET | Prądniczanka Kraków · Katarzyna Kuciel 33' | 1:41:2 | Rekord Bielsko-Biała · Karolina Czyż 17' · Wiktoria Nowak 21', 83' · Katarzyna Moskała 47' |  |
|                             |                                            |        |                                                                                            |  |

| 13 listopada 2019 11.00 CET | Stomilanki Olsztyn · Zuzanna Szczepańska 89' · Dominika Cichowska 103' | 2:2 (k. 3:4)0:0, 1:1 | Tarnovia Tarnów · Gabriela Gębica 20' · Julia Szostak 110' |  |
|                             |                                                                        |                      |                                                            |  |

| 13 listopada 2019 12.30 CET | Piastovia Piastów · Aleksandra Zubrzycka 103' · Gabriela Kuczyńska 108' | 2:3 dogr.0:0, 0:0 | Polonia Środa Wielkopolska · Julia Mikołajczak 94', 115' · Angelika Miłoszyk 97' |  |
|                             |                                                                         |                   |                                                                                  |  |

| 13 listopada 2019 12.30 CET | Ślęza Wrocław · Karina Kruk 55' | 1:40:2 | Czwórka Radom · Karolina Barczak 6' · Aleksandra Szydło 39' (k.) · Aleksandra Zielińska 75' · Amelia Chmura 85' |  |
|                             |                                 |        | |  |

| 13 listopada 2019 12.30 CET | Sokół Kolbuszowa Dolna · Małgorzata Kot 14', 23', 54', 59', 88' · Klaudia Korab 17', 45', 81' · Iwona Wdowiak 30' | 9:15:1 | Praga Warszawa · Natalia Frączek 42' |  |
|                             | |        |                                      |  |

| 13 listopada 2019 13.00 CET | AZS II Wrocław · Weronika Światła 38' | 1:81:3 | Rysy Bukowina Tatrzańska · Gabriela Kubašková 12' · Klaudia Maciążka 14', 62', 65', 78' · Aleksandra Misiura 25', 72' · Martyna Sieradzka 57' (sam.) |  |
|                             |                                       |        | |  |

| 13 listopada 2019 13.00 CET | KSP Kielce · Monika Czerwiak 10' · Magdalena Lisowska 17' · Karolina Zyguła 39' · Wiktoria Skibowska 73' | 4:03:0 | Polonia Poznań |  |
|                             | |        |                |  |

| 13 listopada 2019 13.30 CET | Naprzód Sobolów | 0:30:2 | Gol Częstochowa · Dominika Małycha 4', 55' · Natalia Krawczyk 25' |  |
|                             |                 |        |                                                                   |  |

| 13 listopada 2019 13.30 CET | Trójka Staszkówka/Jelna · Paulina Tomasiak 5', 34' | 2:4 dogr.2:1, 2:2 | Resovia · Gabriela Kaput 28', 70', 111' · Karolina Matuszek 104' |  |
|                             |                                                    |                   |                                                                  |  |

| 13 listopada 2019 16.00 CET | WAP Włocławek · Oliwia Frontczak 24' · Sandra Bukowska 43', 62', 81' · Klaudia Wróblewska 59' · Katarzyna Wiśniewska 69' · Marta Filipowicz 85' | 7:12:0 | KS Raszyn · Kamila Niewiadomska 49' |  |
|                             | |        |                                     |  |

| 13 listopada 2019 16.00 CET | MUKS Tomaszów Mazowiecki · Daria Dąbrowska 30', 82' · Marta Kołacha 37' · Aleksandra Jasnowska 72' | 4:02:0 | Sparta Daleszyce |  |
|                             | |        |                  |  |

| 13 listopada 2019 16.45 CET | Ostrovia 1909 Ostrów Wielkopolski · Małgorzata Knuła 62', 74' (k.) | 2:80:5 | ROW Rybnik · Patrycja Matla 14', 56' · Dominika Rosak 21' · Aleksandra Lizoń 28' · Edyta Botor 33', 63' · Karolina Szczypka 38', 50' |  |
|                             |                                                                    |        | |  |

| 13 listopada 2019 18.00 CET | Pogoń Zduńska Wola · Katarzyna Borowiec 44' | 1:0 | Medyk II Konin |  |
|                             |                                             |     |                |  |

| 13 listopada 2019 18.00 CET | SWD Wodzisław Śląski · Roksana Gulec 58', 90' · Katarzyna Kelner 76' | 3:50:1 | UKS II SMS Łódź · Agnieszka Glinka 12' · Natalia Marczak 55' · Weronika Kaczor 61' · Marcelina Drej 80' · Nikola Raszkowska 84' |  |
|                             |                                                                      |        | |  |

| 13 listopada 2019 19.00 CET | Bielawianka Bielawa · Karolina Tylak 2', 9' · Magdalena Kapłon 64' | 3:22:2 | Unifreeze Górzno · Ołena Manziuk 3' · Agata Bała 40' |  |
|                             |                                                                    |        |                                                      |  |

| 13 listopada 2019 19.00 CET | Stomil Olsztyn · Klaudia Lenard 25', 84' | 2:31:1 | AP Kotwica Kołobrzeg · Monika Wziątek 44' · Kinga Kosakowska 75' · Kinga Szymańska 85' |  |
|                             |                                          |        |                                                                                        |  |

| 13 listopada 2019 20.00 CET | Skra Częstochowa · Natalia Grajcar 27' · Natalia Liczko 90' | 2:01:0 | Wanda Nowa Huta |  |
|                             |                                                             |        |                 |  |

| 13 listopada 2019 20.00 CET | Zamłynie Radom · Julita Dobroń 72' | 1:30:1 | Ząbkovia Ząbki · Karolina Andruszewska 39' · Anna Kodym 51', 87' |  |
|                             |                                    |        |                                                                  |  |

| 14 listopada 2019 12.00 CET | Pogoń Tczew · Martyna Krygier 26' · Sara Podsiadło 63' | 2:31:1 | Respekt Myślenice · Zuzanna Węglarz 13', 70' · Karolina Topa 85' |  |
|                             |                                                        |        |                                                                  |  |

### 1/16 finału
| 23 listopada 2019 11.00 CET | UKS SMS II Łódź · Agnieszka Glinka 79' | 1:00:0 | AZS UJ Kraków |  |
|                             |                                        |        |               |  |

| 23 listopada 2019 11.00 CET | MUKS Tomaszów Mazowiecki | 0:4 dogr.0:0, 0:0 | Czwórka Radom · Karina Kosiarska 94', 114' · Aleksandra Szydło 103' · Aleksandra Zielińska 115' |  |
|                             |                          |                   |                                                                                                 |  |

| 23 listopada 2019 12.00 CET | ROW Rybnik · Dominika Głowacka 89' | 1:20:1 | Medyk Konin · Anna Gawrońska 33' · Gabriela Grzywińska 65' |  |
|                             |                                    |        |                                                            |  |

| 23 listopada 2019 12.00 CET | KA 4 resPect Krobia · Dobrosława Skorupska 18', 90' · Wiktoria Gil 45' | 3:52:4 | TS Mitech Żywiec · Renata Warunek 13', 36' · Anna Šmídová 30' · Petra Zdechovanová 33' · Weronika Smaza 52' |  |
|                             |                                                                        |        | |  |

| 23 listopada 2019 12.00 CET | Ząbkovia Ząbki · Anna Kodym 40', 47' | 2:41:3 | Olimpia Szczecin · Marianna Litwiniec 12' · Roksana Ratajczyk 34' · Kornelia Grosicka 39' · Amelia Bińkowska 63' |  |
|                             |                                      |        | |  |

| 23 listopada 2019 12.00 CET | KSP Kielce | 0:100:4 | UKS SMS Łódź · Maria Zbyrad 11', 22' · Klaudia Jedlińska 16' · Paulina Filipczak 43', 64', 71', 88' · Anna Rędzia 52' · Gabriela Grzybowska 69' · Adriana Achcińska 78' |  |
|                             |            |         | |  |

| 23 listopada 2019 12.00 CET | WAP Włocławek | 0:1 | KKP Bydgoszcz · Agata Stępień 20' |  |
|                             |               |     |                                   |  |

| 23 listopada 2019 12.30 CET | Sokół Kolbuszowa Dolna · Katarzyna Śpiewak 79' | 1:70:2 | Górnik Łęczna · Agnieszka Jędrzejewicz 3', 60' · Małgorzata Grec 37', 50' · Patrícia Hmírová 56' · Ewelina Kamczyk 73', 89' |  |
|                             |                                                |        | |  |

| 23 listopada 2019 12.30 CET | Rysy Bukowina Tatrzańska · Lívia Potengová 9' | 1:31:0 | AZS Wrocław · Maja Jurczenko 50' · Klaudia Homa 57' · Małgorzata Korda 81' |  |
|                             |                                               |        |                                                                            |  |

| 23 listopada 2019 13.00 CET | Pogoń Zduńska Wola | 0:90:5 | GKS Katowice · Patrycja Okoń 7' (sam.) · Agata Sobkowicz 14', 39', 44' · Joanna Wróblewska 37' · Kamila Tkaczyk 48' · Kasandra Parczewska 54' · Kinga Kozak 57' · Joanna Węcławek 90' |  |
|                             |                    |        | |  |

| 23 listopada 2019 13.00 CET | AP Kotwica Kołobrzeg · Kinga Kosakowska 23', 65', 80' | 3:51:2 | Tarnovia Tarnów · Gabriela Krawczyk 13', 75' · Justyna Kapustka 42' · Gabriela Gębica 55' · Gabriela Łucek 84' |  |
|                             |                                                       |        | |  |

| 23 listopada 2019 13.00 CET | Polonia Środa Wielkopolska · Agnieszka Szafran 50' | 1:80:5 | Czarni Sosnowiec · Weronika Zawistowska 16', 82' · Katarzyna Daleszczyk 23' (k.) · Anna Szymańska 30' (k.) · Martyna Wiankowska 38', 43' · Daria Długołęcka 66', 81' |  |
|                             |                                                    |        | |  |

| 23 listopada 2019 15:00 CET | Gol Częstochowa · Dominika Małycha 15' · Oliwia Pająk 45' · Natalia Krawczyk 75' | 3:6 dogr.2:2, 3:3 | Rolnik Biedrzychowice · Aleksandra Sobkowicz 24' · Aleksandra Misiak 26', 109' · Wiktoria Jasik 53' · Karolina Gogolin 98' · Dominika Wrzeciono 107' |  |
|                             |                                                                                  |                   | |  |

| 23 listopada 2019 16.00 CET | Rekord Bielsko-Biała · Beata Madeja 74' · Aleksandra Kaim 83' · Anna Chóras 118' | 3:3, (k. 3:5)0:2, 2:2 | AZS PWSZ Wałbrzych · Klaudia Fabová 6' · Alicja Materek 38' · Monika Kędzierska 105' |  |
|                             |                                                                                  |                       |                                                                                      |  |

| 23 listopada 2019 16.00 CET | Skra Częstochowa · Milena Kowalska 47' | 1:60:2 | Resovia Rzeszów · Gabriela Kaput 12', 23', 72', 88' · Natalia Michalska 52' · Karolina Kurasz 57' |  |
|                             |                                        |        |                                                                                                   |  |

| 24 listopada 2019 12.00 CET | Bielawianka Bielawa · Karolina Tylak 11', 85' | 2:01:0 | Respekt Myślenice |  |
|                             |                                               |        |                   |  |

### 1/8 finału
| 30 listopada 2019 11.00 CET | Bielawianka Bielawa | 0:50:2 | GKS Katowice · Nađa Stanović 15' · Kinga Kozak 23' · Agata Sobkowicz 50' · Joanna Wróblewska 66', 90' |  |
|                             |                     |        | |  |

| 30 listopada 2019 11.00 CET | AZS PWSZ Wałbrzych · Karolina Ostrowska 51' · Oliwia Rapacka 63' | 2:3 dogr.0:1, 2:2 | Olimpia Szczecin · Amelia Bińkowska 41' · Kornelia Grosicka 52' · Matilda Böhm 109' |  |
|                             |                                                                  |                   |                                                                                     |  |

| 30 listopada 2019 11.00 CET | UKS SMS II Łódź | 0:40:2 | Górnik Łęczna · Agnieszka Jędrzejewicz 20', 73' · Małgorzata Grec 27' · Sylwia Matysik 90' |  |
|                             |                 |        |                                                                                            |  |

| 30 listopada 2019 12.00 CET | KKP Bydgoszcz · Zofia Giętkowska 63' | 1:00:0 | Rolnik Biedrzychowice |  |
|                             |                                      |        |                       |  |

| 30 listopada 2019 12.45 CET | Resovia Rzeszów | 0:40:1 | Czarni Sosnowiec · Katarzyna Daleszczyk 43' · Martyna Wiankowska 48', 55', 78' |  |
|                             |                 |        |                                                                                |  |

| 30 listopada 2019 13.00 CET | Medyk Konin · Natalia Chudzik 45' (k.) · Aleksandra Dudziak 54' | 2:01:0 | TS Mitech Żywiec |  |
|                             |                                                                 |        |                  |  |

| 30 listopada 2019 13.30 CET | Tarnovia Tarnów · Agnieszka Derus 77' · Gabriela Gębica 102' · Julia Szostak 114' · Katarzyna Białoszewska 118' | 4:1 dogr.0:0, 1:1 | Czwórka Radom · Julia Bińkowska 88' |  |
|                             | |                   |                                     |  |

| 1 grudnia 2019 12.00 CET | UKS SMS Łódź · Aleksandra Parka 66' (sam.) · Anna Rędzia 70' | 2:10:1 | AZS Wrocław · Marcelina Buś 22' |  |
|                          |                                                              |        |                                 |  |

### Ćwierćfinały

#### Pierwsze mecze
| 15 lutego 2020 13.00 CET | Czarni Sosnowiec · Tatjana Markuszewskaja 31' · Martyna Wiankowska 70' · Patrícia Fischerová 89' · Weronika Zawistowska 90' | 4:01:0 | Tarnovia Tarnów |  |
|                          | |        |                 |  |

| 15 lutego 2020 12.00 CET | Medyk Konin · Gabriela Grzywińska 58' | 1:30:2 | Górnik Łęczna · Patrícia Hmírová 3', 45', 49' |  |
|                          |                                       |        |                                               |  |

| 16 lutego 2020 13.00 CET | GKS Katowice | 0:30:1 | UKS SMS Łódź · Gabriela Grzybowska 34' · Klaudia Jedlińska 75' · Paulina Filipczak 88' |  |
|                          |              |        |                                                                                        |  |

| 16 lutego 2020 14.00 CET | KKP Bydgoszcz · Agnieszka Grabowska 68' | 1:10:1 | Olimpia Szczecin · Amelia Bińkowska 3' |  |
|                          |                                         |        |                                        |  |

#### Rewanże
| 19 lutego 2020 13.00 CET | Tarnovia Tarnów | 0:60:1 | Czarni Sosnowiec · Dominika Misztal 27' · Weronika Zawistowska 46', 48', 86' · Martyna Wiankowska 61', 76' (k.) |  |
|                          |                 |        | |  |

| 20 lutego 2020 12.00 CET | Górnik Łęczna · Ewelina Kamczyk 2' (k.) | 1:11:0 | Medyk Konin · Anna Gawrońska 87' |  |
|                          |                                         |        |                                  |  |

| 20 lutego 2020 13.00 CET | UKS SMS Łódź · Paulina Filipczak 51' | 1:10:1 | GKS Katowice · Zofia Buszewska 28' |  |
|                          |                                      |        |                                    |  |

| 20 lutego 2020 16.00 CET | Olimpia Szczecin · Roksana Ratajczyk 3' · Paulina Oleksiak 79' | 2:21:2 | KKP Bydgoszcz · Ilona Raczkowska 2' · Agata Stępień 28' |  |
|                          |                                                                |        |                                                         |  |

### Półfinały
| 20 czerwca 2020 12.00 CET | Czarni Sosnowiec · Weronika Zawistowska 12' · Dżesika Jaszek 28', 74' | 3:02:0 | KKP Bydgoszcz |  |
|                           |                                                                       |        |               |  |

| 20 czerwca 2020 15.00 CET | Górnik Łęczna · Nikola Karczewska 3' · Ewelina Kamczyk 15' · Patrícia Hmírová 65' | 3:02:0 | UKS SMS Łódź |  |
|                           |                                                                                   |        |              |  |

### Finał
| 27 czerwca 2020 20.30 CET | Górnik Łęczna · Dominika Grabowska 72' | 1:0 | Czarni Sosnowiec | Stadion Polonii, Warszawa Sędzia: Michalina Diakow |
|                           |                                        |     |                  |                                                    |